# Don't!
«Don't!» — другий сингл першого альбому-збірник хітів канадської кантрі-співачки Шанаї Твейн — «Greatest Hits» (2004). У США і Канаді пісня вийшла 17 січня 2005. Пісня написана Шанаєю Твейн і Робертом Джоном Лангом; спродюсована Робертом Джоном Лангом.

## Список пісень
CD-сингл для Великої Британії
1. «Don't» — 3:53
2. «I'm Gonna Getcha Good!» (Live) — 4:23
3. «From This Moment On» (Live) — 4:07
4. Enhanced: «Don't» — Music Video

CD-сингл для Великої Британії — обмежене видання
1. «Don't» — 3:55
2. «Party for Two» (Kenny Hayes Remix) — 5:43

Максі-CD-сингл для Німеччини
1. «Don't» — 3:53
2. «I'm Gonna Getcha Good!» (Live) — 4:23
3. «From This Moment On» (Live) — 4:07
4. Enhanced: «Don't» — Music Video

CD-сингл для Німеччини
1. «Don't» — 3:55
2. "I'm Gonna Getcha Good! (Live) — 4:23

## Чарти
Тижневі чарти
| Чарт (2005)                                   | Місце |
| --------------------------------------------- | ----- |
| Belgium (Ultratop 50 Flanders) (Фландрія)     | 15    |
| Belgium (Ultratop 50 Wallonia) (Валлонія)     | 18    |
| Canada (Canadian Hot 100)                     | 24    |
| European Hot 100 Singles (Billboard)          | 58    |
| Germany German Singles Chart                  | 58    |
| Irish Singles Chart                           | 48    |
| Romanian Top 100                              | 77    |
| Scotland (Official Charts Company)            | 25    |
| UK Singles (Official Charts Company)          | 30    |
| US Bubbling Under Hot 100 Singles (Billboard) | 22    |
| US Adult Contemporary (Billboard)             | 18    |
| US Hot Country Songs (Billboard)              | 24    |